# 50 tysięcy 881
50 tysięcy 881 – pierwszy solowy singel Andrzeja Smolika. Pochodzi on z jego albumu Smolik. Wydany został 1 listopada 2001 roku. W 2002 roku piosenka została użyta w kampanii reklamowej polskiej sieci komórkowej Era.
Głosu w piosence użyczył Artur Rojek, wokalista zespołu Myslovitz.

## Lista utworów
1. „50 tysięcy 881” (Album version)
2. „50 tysięcy 881” (V.1)
3. „50 tysięcy 881” (V.2)[2]

## Wideoklip
Teledysk do piosenki wyreżyserował Rafał Paradowski. Klip powstał w starym kąpielisku Fala w Łodzi.